# Dorothée Le Maître
Dorothée Le Maître, née le 1er septembre 1896 à Uzel et morte le 26 janvier 1990 à Loudéac, est une géologue et paléontologue française, spécialisée dans l'étude des stromatoporoïdés, des faunes du Dévonien et de la géologie de l'Afrique du Nord. Ses expéditions d'observation et de collecte des fossiles dans leurs sites d'origine font d'elle l'une des premières femmes à se rendre directement sur place pour étudier les échantillons dans leur environnement naturel.

## Biographie
Après avoir effectué ses études secondaires et le début de sa licence de sciences naturelles à la Faculté libre d'Angers, Dorothée Le Maître termine sa licence à Lille où elle était partie pour enseigner dans une institution privée. En 1926, elle devient assistante au laboratoire de géologie de la Faculté catholique de Lille où elle fera toute sa carrière. En 1948, elle est nommée professeur de géologie puis en 1950 elle est rattachée au CNRS en tant que maître de recherche. Elle montera les échelons jusqu'au plus élevé, celui de directeur scientifique,,. En 1949 et 1950, elle est présidente de la Société géologique du Nord. En 1966, elle prend sa retraite et retourne vivre dans sa ville natale : Uzel-près-l'Oust.

### Paléontologie
Dorothée Le Maître obtient son diplôme d'études supérieures en 1928 en présentant un travail sur les faunes dévoniennes de l'Avesnois. Elle continue à travailler sur le Dévonien et soutient en 1934 sa thèse intitulée Étude sur la faune des calcaires dévoniens du Bassin d'Ancenis. Calcaire de Chaudefonds et Calcaire de Chalonnes (Maine-et-Loire).
De 1935 à 1937, elle délaisse le Dévonien pour s'intéresser aux spongiomorphes (appelés spongiomorphides à l'époque) du Lias et du Bajocien du Maroc. C'est la seule étude de faunes hors Paléozoïque qu'elle effectuera. La période 1944-1952 est principalement consacrée à l'étude et la publication de mémoires sur les faunes d'Afrique du Nord (Dévonien du Tafilalt, faunes de l'Adora de Mauritanie). Les organismes constructeurs de récifs et leurs faunes associées ont été au centre des études paléontologiques de Dorothée Le Maître. La connaissance approfondie des calcaires récifaux lui a permis d'effectuer une étude sur la succession et l'évolution des organismes constructeurs du Paléozoïque au Mésozoïque.
Elle dirigea la thèse de Denise Brice sur les brachiopodes dévoniens de l’Afghanistan.

### Géologie
Dorothée Le Maître allait sur le terrain, elle ne se contentait pas d'étudier les échantillons qu'on lui confiait. Le service géologique des mines du Maroc lui a confié deux missions dans le Tafilalt : la première en 1938 et la seconde en 1939. En 1946, elle est nommée collaborateur au Service géologique de l'Algérie et du Service géologique de France. À la suite de l'obtention de ce statut, le centre de recherches sahariennes la charge de trois missions dans le Sud-Oranais (Vallée de la Saoura). Ces missions ont lieu en 1947, 1949 et 1952. En parallèle, avec Pierre Pruvost, elle lève les coupes de Pontivy et de Châteaulin dans le centre de la Bretagne pour le Service de la carte géologique de France,. Pendant toute sa carrière, elle est membre assidu et très actif de la Société géologique du Nord.
Elle a travaillé en gardant des liens importants entre recherche académique et recherche appliquée. Que ce soit par ses collaborations avec le secteur du pétrole ou avec différents organismes miniers. Par exemple, entre 1954 et 1956, elle se rend par trois fois à Alger pour préciser certains repères paléontologiques nécessaires aux recherches pétrolières qui étaient en cours,. Entre 1954 et 1964, une vingtaine de sociétés l'ont contactée pour dater des terrains à l'aide de l'identification de faunes : la Société des pétroles de Valence, la Société saharienne de recherche pétrolière (SSRP), la Compagnie des pétroles France-Afrique (COPEFA), le service de géologie et de prospection minière, la Compagnie française des pétroles Total, l'Institut français du pétrole (IFP), l'oasis oil company of Libya, la Société anonyme française de recherches et d’exploitation du pétrole (SAFREP), la Compagnie de recherche et d'exploitation du pétrole (CREPS), le bureau de recherches géologiques et minières (BRGM), le Bureau de recherche de pétrole (BRP), la prospection et exploitation pétrolières en Alsace (PREPA), la Société nationale de recherche et d'exploitation de pétrole en Algérie (S.N. REPAL), l'EUROFREP, la Régie autonome des pétroles, la société africaine des pétroles Dakar, la FRANCAREP Société nationale des pétroles d'Aquitaine (SNPA).

### Prix et récompenses
- 1933 : Prix Gosselet de la Société des arts et des sciences de Lille pour la qualité de ses premiers travaux[4]
- 1941 : Prix Fontannes[12],[7]
- 1956 : Prix Kuhlmann[12]
- 1959 : Grand prix Bonnet de l'Académie des sciences[12]
- 1959 : promue Officier d'Académie au titre de la recherche[4]

## Principaux travaux

### Les spongiomorphes
Les spongiomorphes sont le principal sujet d'étude pendant la période 1935-1937. Dorothée Le Maître publie 2 notes (1935 et 1936) et 2 mémoires (1935 et 1937) concernant les spongiomorphides et leurs algues associées. C'est le seul thème de recherche qui ne sera pas dans des terrains paléozoiques. Le matériel étudié a été récolté par l'abbé G. Dubar entre Gibraltar et le Haut-Atlas (Maroc). Jusqu'à son étude 16 espèces de spongiomorphes étaient décrites, elle ajoute 11 nouvelles espèces. Son travail prouve l’existence des spongiomorphes au Maroc pendant le Jurassique en particulier pendant le Lias et le Bajocien. Son travail comble la lacune sur l'extension stratigraphique des spongiomorphes qui étaient connus précédemment au Trias (Alpes, Amérique du Nord et Japon) et dans le Jurassique supérieur (Suisse et Japon) mais pas pendant le Jurassique inférieur.

### Le Paléozoïque africain
Le Paléozoïque africain est étudié à l'aide du matériel récolté lors des 5 missions de terrains effectuées par Dorothée Le Maître (section géologie) mais aussi de collections qui lui furent confiés entre autres par le professeur Théodore Monod (matériel de l'Adrar mauritanien) Plusieurs mémoires importants témoignent de l'étude de ce matériel. Dorothée Le Maître y décrit de nombreux Stromatoporoïdés et polipiers (Rugueux, tabulés, chaetétides). Ses descriptions sont précises et perspicaces et concernent les caractères macroscopiques et microscopiques visibles sur les spécimens. Elle ne s'est pas limitée à la description des organismes constructeurs de récifs, elle a aussi décrit la plupart des groupes d'Invertébrés associés à ces récifs :
- des brachiopodes
- des trilobites
- des bryozoaires
- des crinoïdes
- des bivalves
- des gastéropodes et ptéropodes[9]

Parmi les Stromatoporoïdés et polypiers décrits, beaucoup étaient inconnus ou découverts pour la première fois en Afrique. En comparant les faunes africaines avec les autres faunes dévoniennes (Ardennes, Massif Armoricain, Asturie, Bohême, Autriche…), elle est la première à formuler l'hypothèse selon laquelle la faune africaine est plus proche de la faune d'Amérique du Nord que de celle d'Europe. Ces affinités sont utilisées comme argument en faveur de la théorie de la tectonique des plaques,.
Les principales conclusions de ces études sur le Paléozoïque africain sont :
- l'âge Dévonien et non Carbonifère comme précédemment admis des calcaires de la région de Mechra ben Abdou
- le gisement de Hamar Laghdad appartient à l'horizon des calcaires de Konieprus (Bohême)
- l'âge Eifelien et non Givétien du récif à polypiers de la piste d'Erfoud[7]

### Le Dévonien de France
Dorothée Le Maître a deux régions françaises de prédilection : le massif Armoricain (sa région d'origine) et le Dévonien du Nord de la France (sa région d'adoption). Sa thèse sur les faunes du Dévonien du bassin d'Ancenis est le point de départ ayant permis la révision de formations récifales des Alpes carniques.

## Publications
- 1929 : La faune des couches à Spirifer cultrijugatus à Fourmies, Annales de la Société Géologique du Nord. 27-74.
- 1929 : Note sur la présence de Beloceras multilobatum BEYRICH dans le Frasnien de Trélon (Nord), Annales de la Société Géologique du Nord. 137-139.
- 1930 : Sur la présence d'Algues et de Foraminifères du genre Endothyra dans les calcaires d'âge dévonien, C.R. Académie des Sciences. 90 : 763-764.
- 1930 : Observations sur les Algues et les Foraminifères des calcaires dévoniens, Annales de la Société Géologique du Nord. 42-50.
- 1931 : Contribution à l'étude des Polypiers dévoniens du Bassin d'Ancenis, Bulletin Société géologique de France. 5e série. I: 573-580.
- 1931 : Foraminifères des terrains dévoniens de Bartine (Turquie), Annales de la Société Géologique du Nord. 17-24.
- 1931 : Sur la présence d'Harpes macrocephalus GOLDF. dans le Coblencien supérieur à Fourmies, Annales de la Société Géologique du Nord. 126-130.
- 1931 : La faune des calcaires dévoniens du Bassin d'Ancenis, C.R. sommaires de la Société géologique de France. 13 : 188-190.
- 1931 : Sur la présence d'Endothyra dans le Famennien de Jeumont (Nord), Annales de la Société Géologique du Nord. 213-214.
- 1932 : Les Stromatoporoïdes de la zone d'Étrœungt (Note préliminaire), Annales de la Société Géologique du Nord. 207-212.
- 1932 : Amphigenia Bureaui Oehlert et ses gisements dans les calcaires dévoniens du Bassin d'Ancenis, Annales de la Société Géologique du Nord. 263-273.
- 1932 : Observations sur la faune du Calcaire de Cop-Choux (Loire-Inférieure), C.R. sommaires de la Société géologique de France. 108-109.
- 1933 : Description de Fistulipora contracta sp. nov. de la zone à Spirifer cultrijugatus de Fourmies, Annales de la Société Géologique du Nord. 146-149.
- 1933 : Description des Stromatoporoïdes de l'assise d'Étrœungt, Mémoire Société géologique de France. IX (1):20:1-31.
- 1933 : Sur l'âge du Calcaire de Chaudefonds (Maine-et-Loire), C.R. Académie des Sciences. 197 : 1665-1666.
- 1934 : Étude sur la faune des calcaires dévoniens du Bassin d'Ancenis, Calcaire de Chaudefonds et Calcaire de Chalonnes (Maine et Loire). Mémoire de la Société géologique du Nord. 1-261.
- 1935 : Description des Spongiomorphides et des Algues du Lias marocain, Mémoire du Service des Mines et de la Carte géologique du Maroc. 34 : 16-61.
- 1935 : À propos d'un travail de M. HERITSCH sur le Dévonien de Graz (Autriche), Annales de la Société Géologique du Nord. 107-109
- 1935 : Le Maître D. & Dubar G. Sur la présence de Solénopores et de Spongiomorphides dans le Lias du Maroc, C.R. Académie des Sciences. 200: 571-572.
- 1936 : Le Maître D. & Dubar G. Sur des gisements nouveaux de Spongiomorphides et d'Algues dans le Lias et le Bajocien du Maroc, C.R. Académie des Sciences. 203 : 339-340.
- 1937 : Nouvelles recherches sur les Spongiomorphides et les Algues du Lias et de l'Oolithe inférieure, Mémoire du Service des Mines et de la Carte géologique du Maroc. 43 : 1-27.
- 1938 : Sur quelques fossilifères des calcaires dévoniens de Mechra ben Abbou (Maroc occidental), C.R. sommaires de la Société géologique de France. 18: 363-365.
- 1938 : Notes sur la succession et l'évolution de quelques organismes constructeurs des calcaires au Paléozoïque et au Mésozoïque, 71e Congrès des Sociétés Savantes Marseille : 235-238.
- 1938 : Étude de la faune corallienne des calcaires givétiens de la Ville-Dé-d'Ardin (Deux Sèvres), Bulletin Société géologique de France. 5e série. (VII) : 105-128.
- 1939 : Observations sur la faune de gisements dévoniens du Tafilalet (Maroc), Bulletin Société géologique de France. 5e série. (IX) : 201-206.
- 1939 : Le Maître D. & Hoffet J.H. Sur la stratigraphie et la paléontologie du Lias des environs de Tchépone (Bas-Laos), C.R. Académie des Sciences. 209 : 114.
- 1943 : Le Maître D. & Pruvost P. Observations sur la région orientale du Bassin de Châteaulin (feuille de Pontivy au 1/80000e, 2nd éd.), Bulletin du Service de la Carte Géologique de France. XLIV (212) : 81-94
- 1944 : Contribution à l'étude du Dévonien du Tafilalet. I. - La faune coblencienne de Haci Remlia (SW de Taouz), Mémoire du Service des Mines et de la Carte géologique du Maroc. 61 : 1-102.
- 1946 : Sur la présence d'Algues solénoporacées et mitcheldéaniées dans le Trias de Slovaquie, C.R. sommaires de la Société géologique de France. 5 : 106-108.
- 1947 : Contribution à l’étude du Dévonien du Tafilalet. II. - Le récif coralligène de Ouihalane, Mémoire du Service des Mines et de la Carte géologique du Maroc. 67 : 1-112.
- 1949 : Le Dévonien de la partie occidentale de l'Adrar mauritanien, C.R. Académie des Sciences. 228 : 855-857.
- 1949 : Sur la présence de Cleistopora geometrica M.E. et H. dans la Saoura (Sud-Oranais), C.R. Académie des Sciences. 228 : 1446-1448
- 1949 : Sur quelques genres de Stromatopores dévoniens et leur microstructure, Bulletin Société géologique de France. 5e série. (XIX) : 513-526.
- 1950 : Observations nouvelles sur les coraux du Dévonien de la Saoura (Sud-Oranais), C.R. Académie des Sciences. 230 : 990-992.
- 1950 : Orthocératidés coralliformes de Dévonien de l'Afrique du Nord, Bulletin Société géologique de France. 5e série (XX) : 93-98.

## Biographies
- Mireille Gayet et Claude Babin, Des paléontologues de A à Z, Ellipses, 2007
- (en) Marilyn Bailey Ogilvie, Joy Dorothy Harvey et Margaret W. Rossiter, Biographical dictionary of women in science, Routledge, 2000